# Merlin la souris magique (film)
 (mars 2020).
Merlin la souris magique (Merlin the Magic Mouse) est un dessin animé de la série Merrie Melodies réalisé par Alex Lovy et sorti en 1967. il met en scène Merlin la souris magique et Second Banana.